# Soupisky hokejových reprezentací na MS 2017 (skupina A)
Mistrovství světa v ledním hokeji 2017 elit se zúčastnilo celkem 16 národních týmů. Každý tým musí mít na soupisce nejméně 15 bruslařů (útočníků a obránců) a dva brankáře, a nanejvýš 22 bruslařů a tři brankáře.

## Přehled
| Tým       | Přehled statistik | Soupiska na IIHF |
| --------- | ----------------- | ---------------- |
| USA       | Zde               | Zde              |
| Dánsko    | Zde               | Zde              |
| Itálie    | Zde               | Zde              |
| Lotyšsko  | Zde               | Zde              |
| Německo   | Zde               | Zde              |
| Rusko     | Zde               | Zde              |
| Slovensko | Zde               | Zde              |
| Švédsko   | Zde               | Zde              |

## Skupina A

### Soupiska amerického týmu

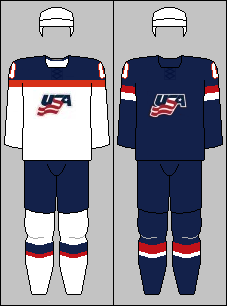
Dresy americké hokejové reprezentace na MS 2017

Trenér John Hynes nominoval na šampionát 2017 tyto hráče. 
- Hlavní trenér: Jeff Blashill
- Asistent trenéra: Seth Appert
- Asistent trenéra: Jack Capuano
- Asistent trenéra: Rand Pecknold
- Generální manažer: Jim Johannson

| 5  | O | Connor Murphy –     | 26. března 1993 (24 let)   | Arizona Coyotes            |
| 6  | O | Daniel Brickley     | 30. března 1995 (22 let)   | Minnesota State University |
| 7  | Ú | J.T. Compher        | 8. dubna 1995 (22 let)     | Colorado Avalanche         |
| 8  | O | Jacob Trouba        | 26. února 1994 (23 let)    | Winnipeg Jets              |
| 9  | Ú | Andrew Copp         | 8. července 1994 (22 let)  | Winnipeg Jets              |
| 10 | Ú | Anders Bjork        | 5. srpna 1996 (20 let)     | University of Notre Dame   |
| 12 | Ú | Jordan Greenway     | 16. února 1997 (20 let)    | Boston University          |
| 13 | Ú | Johnny Gaudreau     | 18. března 1993 (24 let)   | Calgary Flames             |
| 14 | Ú | Nick Bjugstad       | 17. července 1992 (24 let) | Florida Panthers           |
| 15 | Ú | Jack Eichel         | 28. října 1996 (20 let)    | Buffalo Sabres             |
| 17 | Ú | Nick Schmaltz       | 23. února 1996 (21 let)    | Chicago Blackhawks         |
| 18 | Ú | Christian Dvorak    | 2. února 1996 (21 let)     | Arizona Coyotes            |
| 19 | Ú | Clayton Keller      | 29. července 1998 (18 let) | Arizona Coyotes            |
| 21 | Ú | Dylan Larkin        | 30. června 1996 (20 let)   | Detroit Red Wings          |
| 25 | O | Charlie McAvoy      | 21. prosince 1997 (19 let) | Boston Bruins              |
| 26 | Ú | Kevin Hayes         | 8. května 1992 (24 let)    | New York Rangers           |
| 27 | Ú | Anders Lee          | 3. července 1990 (26 let)  | New York Islanders         |
| 29 | Ú | Brock Nelson        | 15. října 1991 (25 let)    | New York Islanders         |
| 35 | B | Jimmy Howard        | 26. března 1984 (33 let)   | Detroit Red Wings          |
| 37 | B | Connor Hellebuyck   | 19. května 1993 (23 let)   | Winnipeg Jets              |
| 40 | B | Calvin Petersen     | 19. října 1994 (22 let)    | University of Notre Dame   |
| 55 | O | Noah Hanifin        | 25. ledna 1997 (20 let)    | Carolina Hurricanes        |
| 57 | O | Trevor van Riemsdyk | 24. července 1991 (25 let) | Chicago Blackhawks         |
| 65 | O | Danny DeKeyser      | 7. března 1990 (27 let)    | Detroit Red Wings          |
| 76 | O | Brady Skjei         | 26. března 1994 (23 let)   | New York Rangers           |

### Soupiska dánského týmu

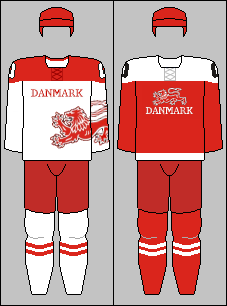
Dresy dánské hokejové reprezentace na MS 2017

Trenér Janne Karlsson nominoval na šampionát 2017 tyto hráče. 
- Hlavní trenér: Janne Karlsson
- Asistent trenéra: Tomas Jonsson
- Asistent trenéra: Theis Mřller-Hansen
- Generální manažer: Kim Pedersen

| 2  | O | Phillip Bruggisser | 7. srpna 1991 (25 let)     | Esbjerg Energy            |
| 22 | O | Markus Lauridsen   | 28. února 1991 (26 let)    | Leksands IF               |
| 8  | Ú | Nicolai Weichel    | 6. listopadu 1997 (19 let) | Rungsted Ishockey         |
| 9  | Ú | Frederik Storm     | 20. února 1989 (28 let)    | Malmö Redhawks            |
| 12 | Ú | Mads Christensen   | 2. dubna 1987 (30 let)     | EHC Red Bull Mnichov      |
| 19 | Ú | Steffen Klarskov   | 12. března 1993 (24 let)   | Rødovre Mighty Bulls      |
| 13 | Ú | Morten Green –     | 19. března 1981 (36 let)   | Rungsted Ishockey         |
| 24 | Ú | Nikolaj Ehlers     | 14. února 1996 (21 let)    | Winnipeg Jets             |
| 29 | Ú | Morten Madsen      | 16. ledna 1987 (30 let)    | Karlskrona HK             |
| 25 | O | Oliver Lauridsen   | 24. března 1989 (28 let)   | Jokerit                   |
| 33 | Ú | Julian Jakobsen    | 11. dubna 1987 (30 let)    | Aalborg Pirates           |
| 28 | O | Emil Kristensen    | 20. září 1992 (24 let)     | Linköpings HC             |
| 31 | B | Simon Nielsen      | 27. října 1986 (30 let)    | Herning Blue Fox          |
| 32 | B | Sebastian Dahm     | 28. února 1987 (30 let)    | Graz 99ers                |
| 39 | B | George Sörensen    | 15. května 1995 (21 let)   | Almtuna IS Uppsala        |
| 38 | Ú | Morten Poulsen     | 9. září 1988 (28 let)      | Pelicans                  |
| 42 | Ú | Mikkel Aagaard     | 18. října 1995 (21 let)    | Stockton Heat             |
| 43 | Ú | Nichlas Hardt      | 6. července 1988 (28 let)  | Malmö Redhawks            |
| 36 | O | Matias Lassen      | 15. března 1996 (21 let)   | Mora IK                   |
| 41 | O | Jesper Jensen      | 30. července 1991 (25 let) | Jokerit                   |
| 48 | O | Nicholas Jensen    | 8. dubna 1989 (28 let)     | Rungsted Ishockey         |
| 50 | Ú | Mathias Bau        | 3. července 1993 (23 let)  | Frederikshavn White Hawks |
| 60 | Ú | Patrick Russell    | 4. ledna 1993 (24 let)     | Bakersfield Condors       |
| 72 | Ú | Nicolai Meyer      | 21. července 1993 (23 let) | Tingsryds AIF             |
| 93 | Ú | Peter Regin        | 16. dubna 1986 (31 let)    | Jokerit                   |

### Soupiska italského týmu

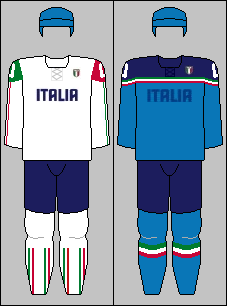
Dresy italské hokejové reprezentace na MS 2017

Trenér Tom Pokel nominoval na šampionát 2017 tyto hráče. 
- Hlavní trenér: Tom Pokel
- Asistent trenéra: Fabio Polloni

| 1  | G | Andreas Bernard     | 9. června 1990 (26 let)     | Porin Ässät        |
| 8  | F | Marco Insam         | 5. června 1989 (27 let)     | HCB South Tyrol    |
| 9  | D | Armin Hofer         | 19. března 1987 (30 let)    | HC Pustertal       |
| 10 | F | Giulio Scandella    | 18. září 1983 (33 let)      | Asiago Hockey 1935 |
| 15 | D | Enrico Miglioranzi  | 8. října 1991 (25 let)      | Asiago Hockey 1935 |
| 16 | F | Giovanni Morini     | 2. února 1995 (22 let)      | HC Lugano          |
| 17 | D | Alexander Egger     | 22. prosince 1979 (37 let)  | HCB South Tyrol    |
| 18 | F | Anton Bernard –     | 18. dubna 1989 (28 let)     | HCB South Tyrol    |
| 19 | F | Raphael Andergassen | 16. června 1993 (23 let)    | HC Pustertal       |
| 21 | F | Luca Frigo          | 30. května 1993 (23 let)    | HCB South Tyrol    |
| 22 | F | Diego Kostner – A   | 5. srpna 1992 (24 let)      | HC Ambrì-Piotta    |
| 23 | F | Simon Kostner       | 30. listopadu 1990 (26 let) | Ritten Sport       |
| 25 | D | Stefano Marchetti   | 10. listopadu 1986 (30 let) | Asiago Hockey 1935 |
| 26 | D | Armin Helfer – A    | 31. května 1980 (36 let)    | HC Pustertal       |
| 27 | D | Thomas Larkin       | 31. prosince 1990 (26 let)  | Adler Mannheim     |
| 28 | D | Daniel Glira        | 25. března 1994 (23 let)    | HCB South Tyrol    |
| 29 | G | Frederic Cloutier   | 14. května 1981 (35 let)    | Asiago Hockey 1935 |
| 30 | G | Gianluca Vallini    | 27. října 1993 (23 let)     | HC Gherdëina       |
| 55 | D | Luca Zanatta        | 15. května 1991 (25 let)    | HC Red Ice         |
| 57 | F | Markus Gander       | 16. května 1989 (27 let)    | HCB South Tyrol    |
| 58 | F | Tommaso Goi         | 8. ledna 1990 (27 let)      | HCB Ticino Rockets |
| 63 | F | Alex Lambacher      | 7. října 1996 (20 let)      | Kassel Huskies     |
| 68 | F | Michele Marchetti   | 27. září 1994 (22 let)      | Bolzano Foxes      |
| 71 | F | Daniel Frank        | 21. března 1994 (23 let)    | HCB South Tyrol    |
| 90 | F | Tommaso Traversa    | 4. srpna 1990 (26 let)      | Ritten Sport       |

### Soupiska lotyšského týmu

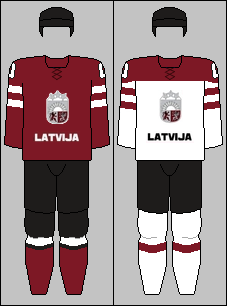
Dresy lotyšské hokejové reprezentace na MS 2017

Trenér Leonids Berešnevs nominoval na šampionát 2017 tyto hráče. 
- Hlavní trenér: Leonids Berešnevs
- Asistent trenéra: Girts Ankipans
- Asistent trenéra: Karls Zirniks

| 4  | D | Kristofers Bindulis  | 17. září 1995 (21 let)     | Lake Superior State Lakers            |
| 5  | F | Jānis Sprukts – A    | 31. ledna 1982 (35 let)    | Ritten Sport                          |
| 11 | D | Kristaps Sotnieks    | 29. ledna 1987 (30 let)    | HK Lada Toljatti                      |
| 13 | F | Gunārs Skvorcovs     | 13. ledna 1990 (27 let)    | Dinamo Riga                           |
| 14 | F | Rihards Bukarts      | 31. prosince 1995 (21 let) | Manchester Monarchs                   |
| 16 | F | Kaspars Daugaviņš –  | 18. května 1988 (28 let)   | Torpedo Nižnij Novgorod               |
| 23 | F | Teodors Bļugers      | 15. srpna 1994 (22 let)    | Wilkes-Barre/Scranton Penguins        |
| 25 | F | Andris Džeriņš       | 14. února 1988 (29 let)    | Mountfield HK                         |
| 26 | D | Uvis Jānis Balinskis | 5. května 1996 (21 let)    | Dinamo Riga                           |
| 27 | D | Oskars Cibuļskis     | 9. dubna 1988 (29 let)     | Dinamo Riga                           |
| 28 | F | Zemgus Girgensons    | 5. ledna 1994 (23 let)     | Buffalo Sabres                        |
| 29 | D | Ralfs Freibergs      | 17. května 1991 (25 let)   | Dinamo Riga                           |
| 30 | G | Elvis Merzļikins     | 13. dubna 1994 (23 let)    | HC Lugano                             |
| 32 | D | Artūrs Kulda – A     | 25. července 1988 (28 let) | Jokerit                               |
| 41 | F | Frenks Razgals       | 8. srpna 1996 (20 let)     | HK Rīga                               |
| 13 | D | Guntis Galvinš       | 25. ledna 1986 (31 let)    | Dinamo Riga                           |
| 70 | F | Miks Indrašis        | 30. září 1990 (26 let)     | Dinamo Riga                           |
| 71 | F | Roberts Bukarts      | 27. června 1990 (26 let)   | PSG Zlín                              |
| 72 | D | Jānis Jaks           | 22. srpna 1995 (21 let)    | American International Yellow Jackets |
| 74 | G | Ivars Punnenovs      | 30. května 1994 (22 let)   | SCL Tigers                            |
| 79 | F | Vitalijs Pavlovs     | 17. června 1989 (27 let)   | Dinamo Riga                           |
| 87 | F | Gints Meija          | 4. září 1987 (29 let)      | Dinamo Riga                           |
| 91 | F | Ronalds Ķēniņš       | 29. července 1994 (22 let) | ZSC Lions                             |
| 96 | F | Māris Bičevskis      | 3. srpna 1991 (25 let)     | Dinamo Riga                           |
| 98 | G | Jānis Kalniņš        | 13. prosince 1991 (25 let) | Dinamo Riga                           |

### Soupiska německého týmu

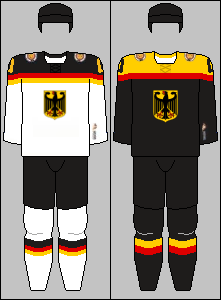
Dresy německé hokejové reprezentace na MS 2017

Trenér Marco Sturm nominoval na šampionát 2017 tyto hráče. 
- Hlavní trenér: Marco Sturm
- Asistent trenéra: Christian Kunast
- Asistent trenéra: Marco Dietzel
- Asistent trenéra: Geoff Ward

| 1  | B | Thomas Greiss        | 29. ledna 1986 (31 let)     | New York Islanders          |
| 2  | O | Denis Reul           | 29. června 1989 (27 let)    | Adler Mannheim              |
| 3  | O | Justin Krueger       | 6. října 1986 (30 let)      | SC Bern                     |
| 8  | Ú | Tobias Rieder        | 10. ledna 1993 (24 let)     | Arizona Coyotes             |
| 10 | O | Christian Ehrhoff    | 6. července 1982 (34 let)   | Kölner Haie                 |
| 12 | Ú | Brooks Macek         | 15. května 1992 (24 let)    | EHC Red Bull Mnichov        |
| 16 | O | Konrad Abeltshauser  | 2. září 1992 (24 let)       | EHC Red Bull Mnichov        |
| 17 | Ú | Marcus Kink          | 13. listopadu 1985 (31 let) | Adler Mannheim              |
| 22 | Ú | Matthias Plachta     | 16. května 1991 (25 let)    | Adler Mannheim              |
| 24 | O | Dennis Seidenberg –  | 18. července 1981 (35 let)  | New York Islanders          |
| 30 | B | Philipp Grubauer     | 25. listopadu 1991 (25 let) | Washington Capitals         |
| 33 | B | Danny aus den Birken | 15. února 1992 (25 let)     | EHC Red Bull Mnichov        |
| 36 | Ú | Yannic Seidenberg    | 11. ledna 1984 (33 let)     | EHC Red Bull Mnichov        |
| 37 | Ú | Patrick Reimer       | 10. prosince 1982 (34 let)  | Thomas Sabo Ice Tigers      |
| 42 | Ú | Yanis Ehliz          | 30. prosince 1992 (24 let)  | Thomas Sabo Ice Tigers      |
| 43 | Ú | Gerrit Fauser        | 13. července 1989 (27 let)  | Wolfsburg Grizzly Adams     |
| 48 | O | Frank Hördler        | 26. ledna 1985 (32 let)     | Eisbären Berlín             |
| 50 | Ú | Patrick Hager        | 8. září 1988 (28 let)       | Kölner Haie                 |
| 55 | Ú | Felix Schütz         | 3. listopadu 1987 (29 let)  | Rögle BK                    |
| 72 | Ú | Dominik Kahun        | 2. července 1995 (21 let)   | EHC Red Bull Mnichov        |
| 87 | Ú | Phillip Gogulla      | 31. července 1987 (29 let)  | Kölner Haie                 |
| 89 | Ú | David Wolf           | 15. září 1989 (27 let)      | Adler Mannheim              |
| 91 | O | Moritz Müller        | 19. listopadu 1986 (30 let) | Kölner Haie                 |
| 95 | Ú | Frederik Tiffels     | 20. května 1995 (21 let)    | Western Michigan University |
| 29 | Ú | Leon Draisaitl       | 27. října 1995 (21 let)     | Edmonton Oilers             |

### Soupiska ruského týmu

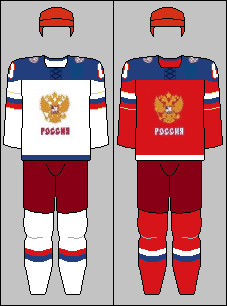
Dresy ruské hokejové reprezentace na MS 2017

Trenér Oļegs Znaroks nominoval na šampionát 2017 tyto hráče. 
- Hlavní trenér: Oļegs Znaroks
- Asistent trenéra: Rašit Davydov
- Asistent trenéra: Ilja Vorobjov
- Asistent trenéra: Igor Nikitin
- Asistent trenéra: Harijs Vītoliņš

| 9  | O | Viktor Antipin        | 6. prosince 1992 (24 let)   | Metallurg Magnitogorsk |
| 77 | O | Anton Bělov – *       | 26. července 1986 (30 let)  | SKA Petrohrad          |
| 63 | Ú | Jevgenij Dadonov      | 12. března 1989 (28 let)    | SKA Petrohrad          |
| 97 | Ú | Nikita Gusev          | 8. července 1992 (24 let)   | SKA Petrohrad          |
| 86 | Ú | Nikita Kučerov        | 17. června 1993 (23 let)    | Tampa Bay Lightning    |
| 10 | Ú | Sergej Mozjakin –     | 30. března 1981 (36 let)    | Metallurg Magnitogorsk |
| 90 | Ú | Vladislav Naměstnikov | 22. listopadu 1992 (24 let) | Tampa Bay Lightning    |
| 4  | O | Vladislav Gavrikov    | 21. listopadu 1995 (21 let) | Lokomotiv Jaroslavl    |
| 30 | B | Igor Šesťorkin        | 30. prosince 1995 (21 let)  | SKA Petrohrad          |
| 31 | B | Ilja Sorokin          | 4. srpna 1995 (21 let)      | CSKA Moskva            |
| 88 | B | Andrej Vasilevskij    | 25. července 1994 (22 let)  | Tampa Bay Lightning    |
| 72 | Ú | Artěmij Panarin       | 30. října 1991 (25 let)     | Chicago Blackhawks     |
| 16 | Ú | Sergej Plotnikov      | 3. června 1990 (26 let)     | SKA Petrohrad          |
| 55 | O | Bogdan Kiselevič      | 14. února 1990 (27 let)     | CSKA Moskva            |
| 94 | O | Andrej Mironov        | 29. července 1994 (22 let)  | HK Dynamo Moskva       |
| 87 | Ú | Vadim Šipačov         | 12. března 1987 (30 let)    | SKA Petrohrad          |
| 2  | O | Arťom Zub             | 3. října 1995 (21 let)      | SKA Petrohrad          |
| 29 | O | Ivan Provorov         | 13. ledna 1997 (20 let)     | Philadelphia Flyers    |
| 7  | Ú | Ivan Tělegin          | 28. února 1992 (25 let)     | CSKA Moskva            |
| 21 | Ú | Alexandr Barabanov    | 17. června 1994 (22 let)    | SKA Petrohrad          |
| 11 | Ú | Sergej Andronov       | 19. července 1989 (27 let)  | CSKA Moskva            |
| 70 | Ú | Vladimir Tkačov       | 5. října 1993 (23 let)      | Ak Bars Kazaň          |
| 81 | O | Dmitrij Orlov         | 23. července 1991 (25 let)  | Washington Capitals    |
| 92 | Ú | Jevgenij Kuzněcov     | 11. května 1992 (24 let)    | Washington Capitals    |
| 43 | Ú | Valerij Nikuškin      | 4. března 1995 (22 let)     | CSKA Moskva            |

- Poznámka * po odstoupení Sergeje Mozjakina

### Soupiska slovenského týmu

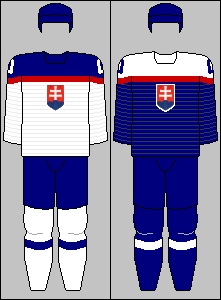
Dresy slovenské hokejové reprezentace na MS 2017

Trenér Zdeno Cíger nominoval na šampionát 2017 tyto hráče. 
- Hlavní trenér: Zdeno Cíger
- Asistent trenéra: Július Šupler
- Asistent trenéra: Miroslav Miklošovič
- Generální manažer: Róbert Švehla

| 65 | O | Michal Čajkovský    | 6. května 1992 (25 let)     | Avtomobilist Jekatěrinburg     |
| 8  | O | Michal Sersen       | 28. prosince 1985 (31 let)  | HC ’05 iClinic Banská Bystrica |
| 55 | Ú | Mario Bližňák       | 6. března 1987 (30 let)     | Bílí Tygři Liberec             |
| 6  | Ú | Lukáš Cingeľ        | 10. června 1992 (24 let)    | HC Sparta Praha                |
| 87 | Ú | Marcel Haščák       | 3. února 1987 (30 let)      | HC Kometa Brno                 |
| 18 | Ú | Andrej Kudrna       | 11. května 1991 (25 let)    | HC Sparta Praha                |
| 22 | Ú | Vladimír Dravecký – | 3. června 1985 (31 let)     | HC Oceláři Třinec              |
| 11 | O | Peter Čerešňák      | 26. ledna 1993 (24 let)     | HC Škoda Plzeň                 |
| 26 | O | Juraj Mikuš         | 30. listopadu 1988 (28 let) | HC Sparta Praha                |
| 28 | O | Martin Gernát       | 11. dubna 1993 (24 let)     | HC Sparta Praha                |
| 33 | B | Július Hudáček      | 9. srpna 1988 (28 let)      | Severstal Čerepovec            |
| 50 | B | Ján Laco            | 1. prosince 1981 (35 let)   | Piráti Chomutov                |
| 32 | B | Jaroslav Janus      | 21. září 1989 (27 let)      | HC Verva Litvínov              |
| 82 | Ú | Pavol Skalický      | 9. října 1995 (21 let)      | HC ’05 iClinic Banská Bystrica |
| 19 | Ú | Michel Miklík       | 31. července 1982 (34 let)  | JYP Jyväskylä                  |
| 3  | O | Adam Jánošík        | 7. září 1992 (24 let)       | Bílí tygři Liberec             |
| 12 | O | Eduard Šedivý       | 4. ledna 1992 (25 let)      | HC Košice                      |
| 61 | O | Peter Trška         | 1. června 1992 (24 let)     | HC Kometa Brno                 |
| 59 | Ú | Andrej Šťastný      | 24. ledna 1991 (26 let)     | HK Dukla Trenčín               |
| 9  | Ú | Dávid Skokan        | 6. prosince 1988 (28 let)   | Piráti Chomutov                |
| 24 | Ú | Jakub Suja          | 1. listopadu 1988 (28 let)  | HC Košice                      |
| 79 | Ú | Libor Hudáček       | 7. září 1990 (26 let)       | Örebro HK                      |
| 80 | Ú | Tomáš Hrnka         | 11. listopadu 1991 (25 let) | HC Škoda Plzeň                 |
| 21 | Ú | Tomáš Matoušek      | 15. června 1992 (24 let)    | HC ’05 iClinic Banská Bystrica |
| 42 | Ú | Tomáš Zigo          | 11. dubna 1992 (25 let)     | HC ’05 iClinic Banská Bystrica |

### Soupiska švédského týmu

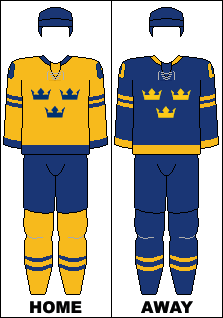
Dresy švédské hokejové reprezentace na MS 2017

Trenér Rikard Grönborg nominoval na šampionát 2017 tyto hráče. 
- Hlavní trenér: Rikard Grönborg
- Asistent trenéra: Peter Popovic
- Asistent trenéra: Johan Garpenlöv
- Generální manažer: Todd Woodcroft

| 3  | O | John Klingberg       | 14. srpna 1992 (24 let)     | Dallas Stars          |
| 5  | O | Philip Holm          | 8. prosince 1991 (25 let)   | Växjö Lakers HC       |
| 6  | O | Anton Strålman       | 1. srpna 1986 (30 let)      | Tampa Bay Lightning   |
| 16 | Ú | Marcus Krüger        | 25. července 1990 (26 let)  | Chicago Blackhawks    |
| 20 | Ú | Joel Lundqvist –     | 2. března 1982 (35 let)     | Frölunda HC           |
| 22 | Ú | Joel Eriksson Ek     | 29. ledna 1997 (20 let)     | Minnesota Wild        |
| 23 | O | Oliver Ekman-Larsson | 17. července 1991 (25 let)  | Arizona Coyotes       |
| 24 | O | Alexander Edler      | 21. října 1986 (30 let)     | Vancouver Canucks     |
| 25 | O | Jonas Brodin         | 12. července 1993 (23 let)  | Minnesota Wild        |
| 28 | Ú | Elias Lindholm       | 2. prosince 1994 (22 let)   | Carolina Hurricanes   |
| 29 | Ú | William Nylander     | 1. května 1996 (21 let)     | Toronto Maple Leafs   |
| 30 | B | Victor Fasth         | 8. srpna 1982 (34 let)      | CSKA Moskva           |
| 31 | B | Eddie Läck           | 5. ledna 1988 (29 let)      | Carolina Hurricanes   |
| 35 | B | Henrik Lundqvist     | 2. března 1982 (35 let)     | New York Rangers      |
| 15 | Ú | Oscar Lindberg       | 29. října 1991 (25 let)     | New York Rangers      |
| 34 | Ú | Carl Söderberg       | 12. října 1985 (31 let)     | Colorado Avalanche    |
| 42 | Ú | Joakim Nordström     | 25. února 1992 (25 let)     | Carolina Hurricanes   |
| 48 | Ú | Carl Klingberg       | 28. ledna 1991 (26 let)     | EV Zug                |
| 49 | Ú | Victor Rask – A      | 1. března 1993 (24 let)     | Carolina Hurricanes   |
| 67 | Ú | Linus Omark          | 5. února 1987 (30 let)      | Salavat Julajev Ufa   |
| 71 | Ú | William Karlsson     | 8. ledna 1993 (24 let)      | Columbus Blue Jackets |
| 77 | O | Victor Hedman – A    | 18. prosince 1990 (26 let)  | Tampa Bay Lightning   |
| 92 | Ú | Gabriel Landeskog    | 23. listopadu 1992 (24 let) | Colorado Avalanche    |
| 18 | Ú | Dennis Everberg      | 31. prosince 1991 (25 let)  | Växjö Lakers HC       |
| 19 | Ú | Nicklas Bäckström    | 23. listopadu 1987 (29 let) | Washington Capitals   |